# West Suffolk (hrabstwo)
West Suffolk – byłe hrabstwo w Anglii, istniejące w latach 1889-1974. W 1961 roku hrabstwo liczyło 128 918 mieszkańców.